# 桑德斯角
桑德斯角（英語：Saunders Point），是南極洲的海岬，位於南奧克尼群島的科羅內申島南岸，在1933年由英國探險隊繪入地圖，現時由南極條約體系管理。